# 検見川浜駅

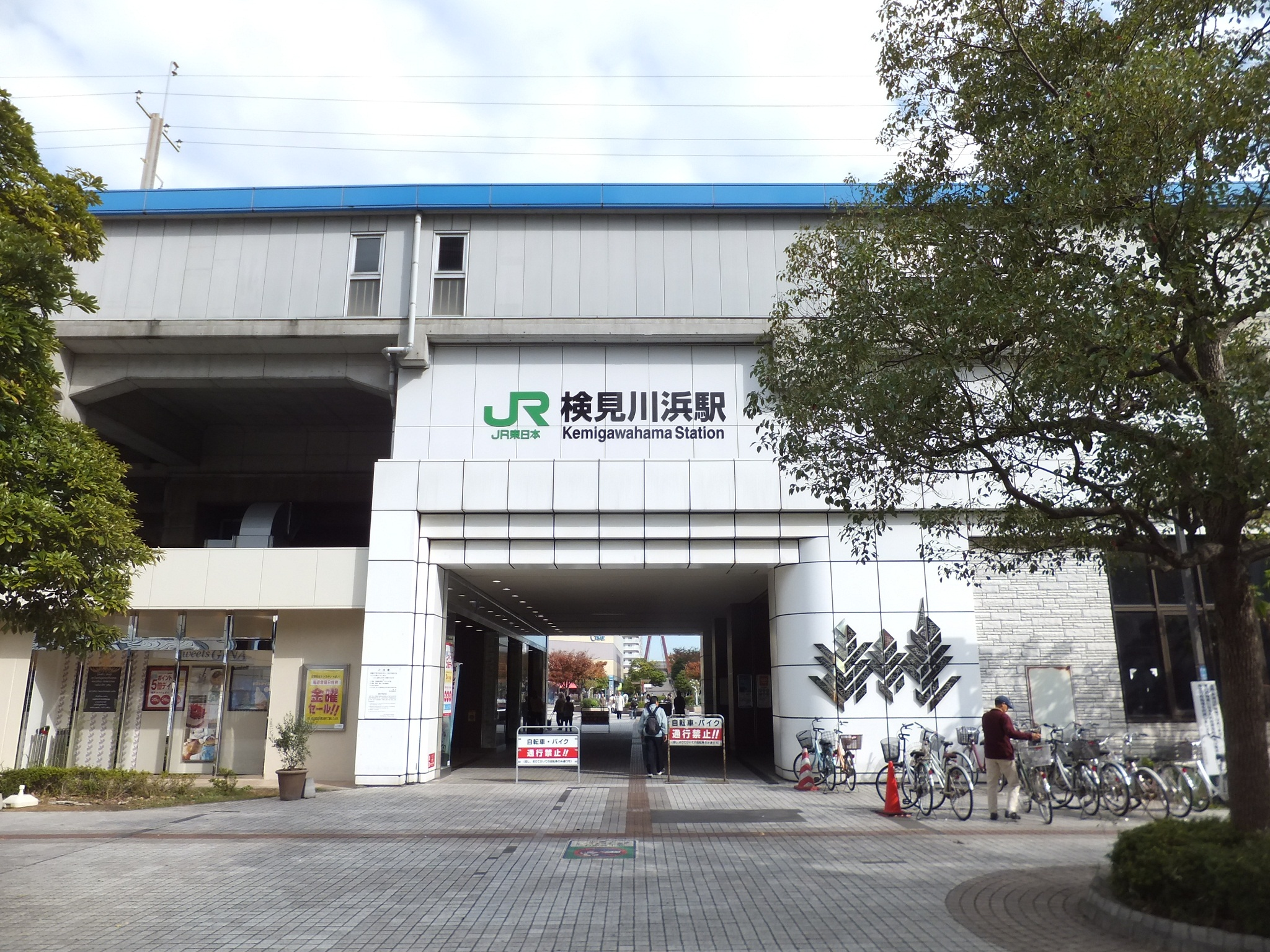
南口（2011年11月）

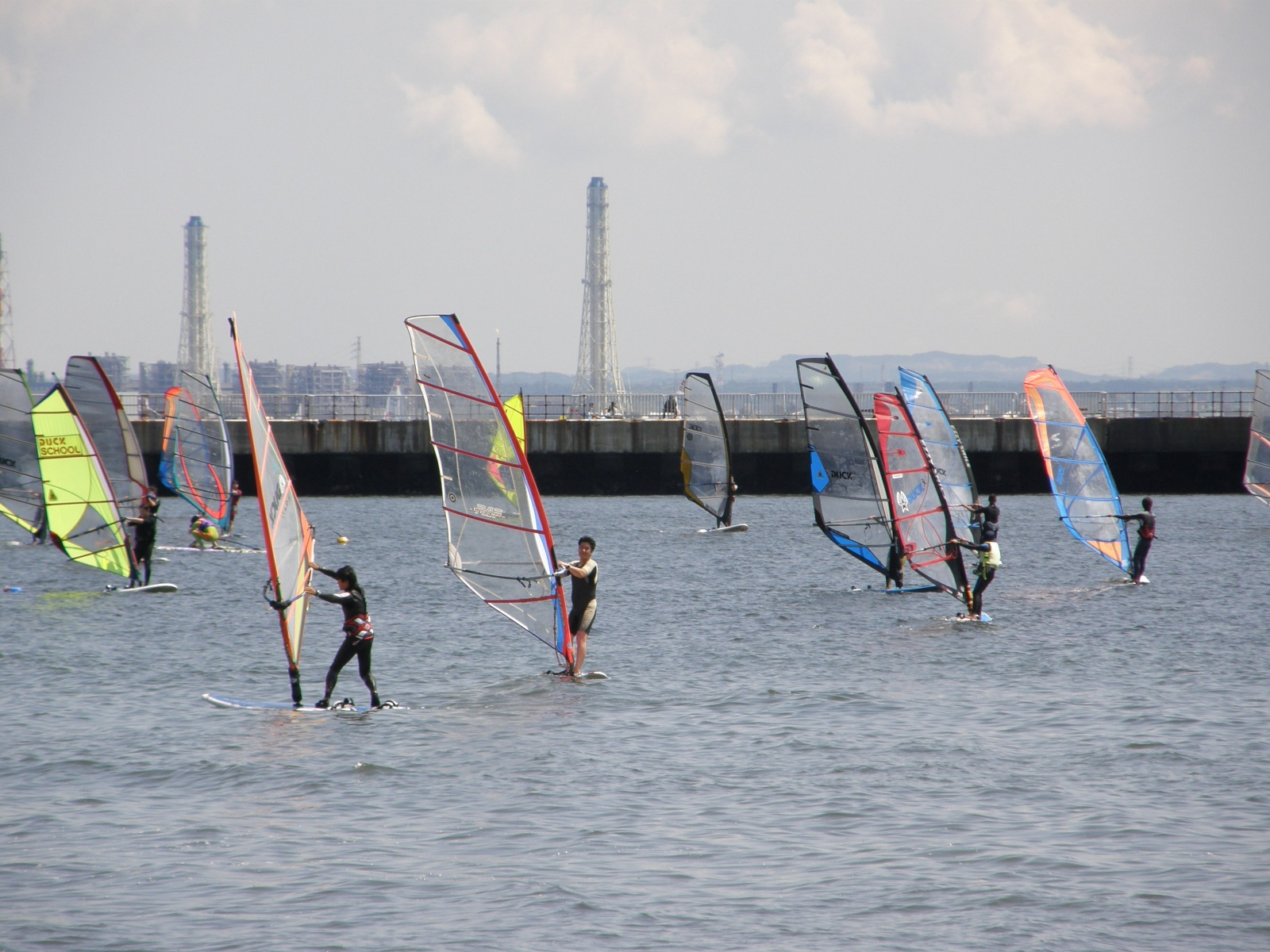
検見川の浜（稲毛海浜公園）

検見川浜駅（けみがわはまえき）は、千葉県千葉市美浜区真砂（まさご）四丁目にある、東日本旅客鉄道（JR東日本）京葉線の駅である。駅番号はJE 15。

## 歴史
- 1986年（昭和61年）3月3日：日本国有鉄道（国鉄）の駅として開業[1]。
- 1987年（昭和62年）4月1日：国鉄分割民営化に伴い、東日本旅客鉄道（JR東日本）の駅となる。
- 1988年（昭和63年）5月26日：高架下にJR直営駅ビルのアルカード開業[4]。
- 2001年（平成13年）11月18日：ICカード「Suica」の利用が可能となる[広報 1]。
- 2007年（平成19年）3月13日：発車メロディを導入。
- 2012年（平成24年）：駅前広場改修。
- 2013年（平成25年）2月18日：みどりの窓口の営業を終了[5]。
- 2014年（平成26年）4月1日：業務委託化[5]。
- 2021年（令和3年）11月18日：駅ナカシェアオフィス「STATION WORK」のテレワークブース「STATION BOOTH」が開設[6]。

### 駅名の由来
元々はこの一帯が埋め立て地で、地名がなく、近くに海浜ニュータウンがあることから、開業前の駅名には「検見川ニュータウン駅」という仮称が付いていた。
「検見川浜」の駅名は総武線新検見川駅および京成千葉線検見川駅を拝借する形で付けられた。ちなみに、両線の駅とは2キロメートル以上離れている。

## 駅構造
相対式ホーム2面2線を有する高架駅。駅舎は高架下にある。
改札内コンコース - ホーム間にはエスカレーターとエレベーターがある。トイレもある。2007年3月28日、上下ホームに冷暖房完備の待合室が2ヶ所設置された。待合室の設置は千葉支社管内では初めてである。室内はガラス張りで縦2.5m・横6m・面積15平方メートル。内部には4人掛けのベンチとパイプ式のベンチがそれぞれ2台ずつ置かれている。
千葉ステーションビルが駅業務を受託する新浦安営業統括センター（新浦安駅）管理の業務委託駅（2020年11月30日までJR東日本ステーションサービスが受託）。自動券売機（指定席券売機を併設）、自動改札機、自動精算機設置駅。みどりの窓口は、2013年2月18日をもって営業を終了した。2017年2月1日より、始発から午前6時30分までの間は遠隔対応（インターホン対応は稲毛海岸駅が行う）のため改札係員は不在となり、一部の自動券売機のみ稼働する。

### のりば
| 番線 | 路線   | 方向 | 行先             |
| ---- | ------ | ---- | ---------------- |
| 1    | 京葉線 | 下り | 蘇我方面         |
| 2    | 京葉線 | 上り | 南船橋・東京方面 |

（出典：JR東日本:駅構内図）

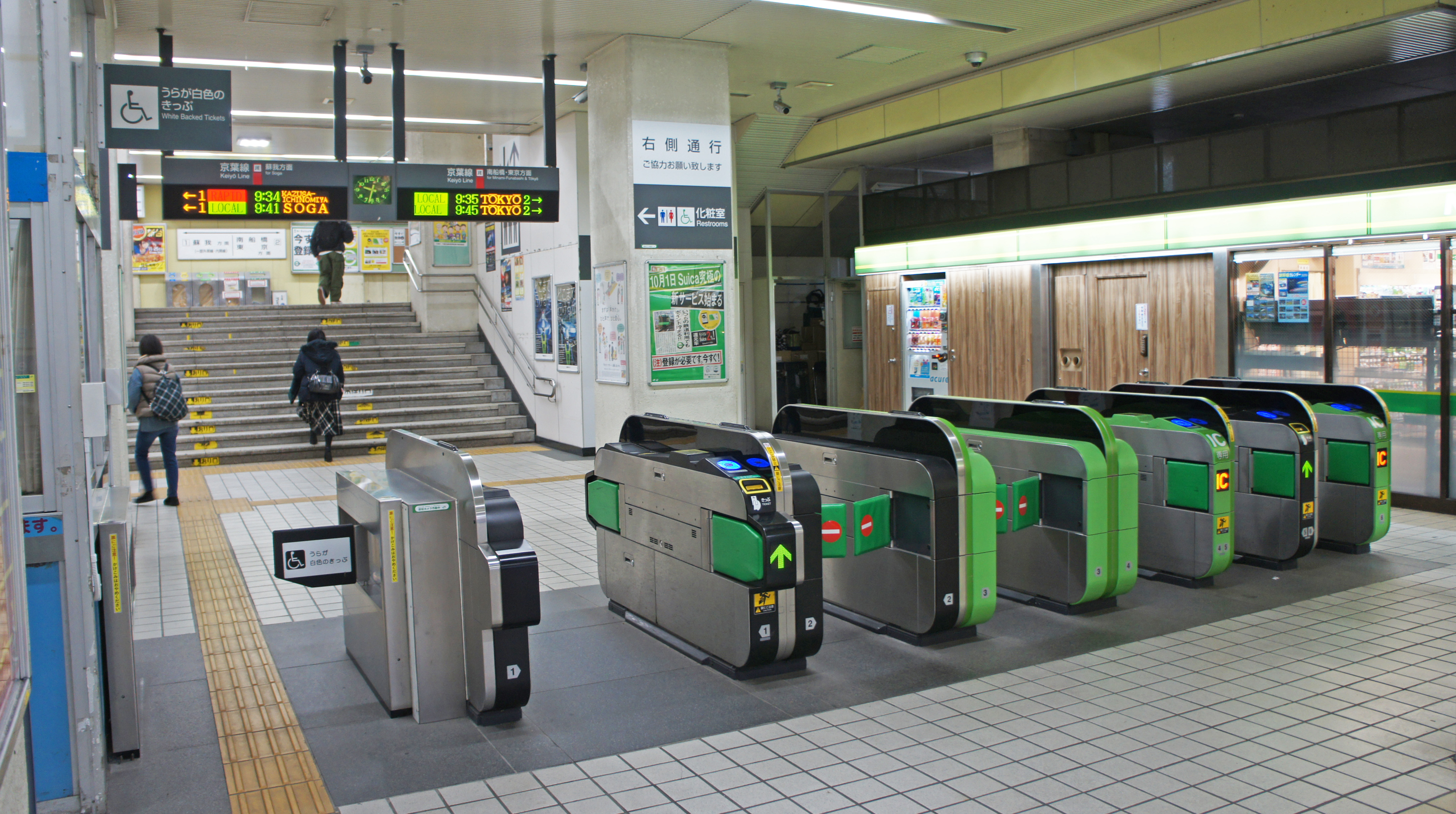
改札口（2019年12月）
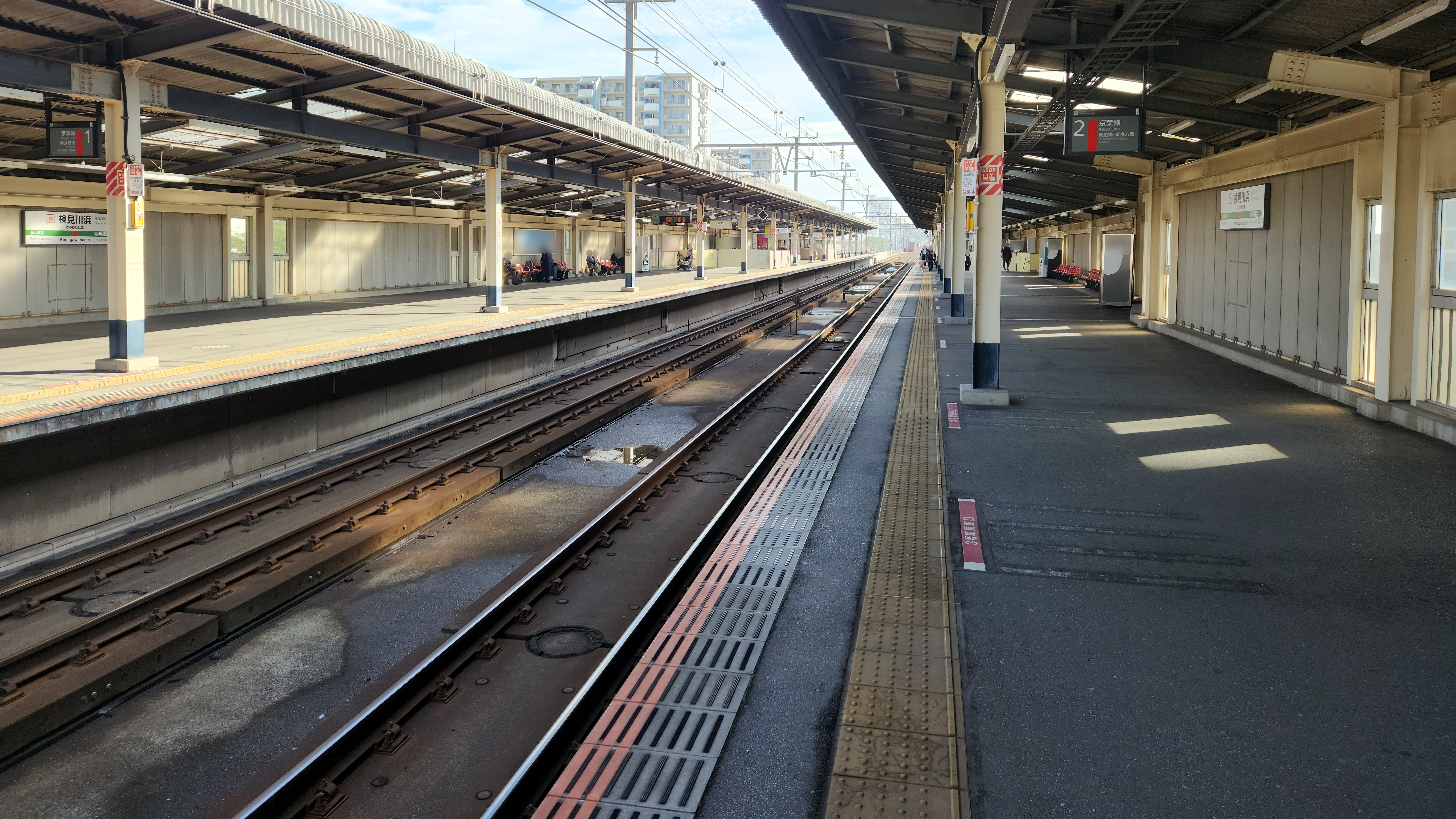
駅ホーム（2023年12月）
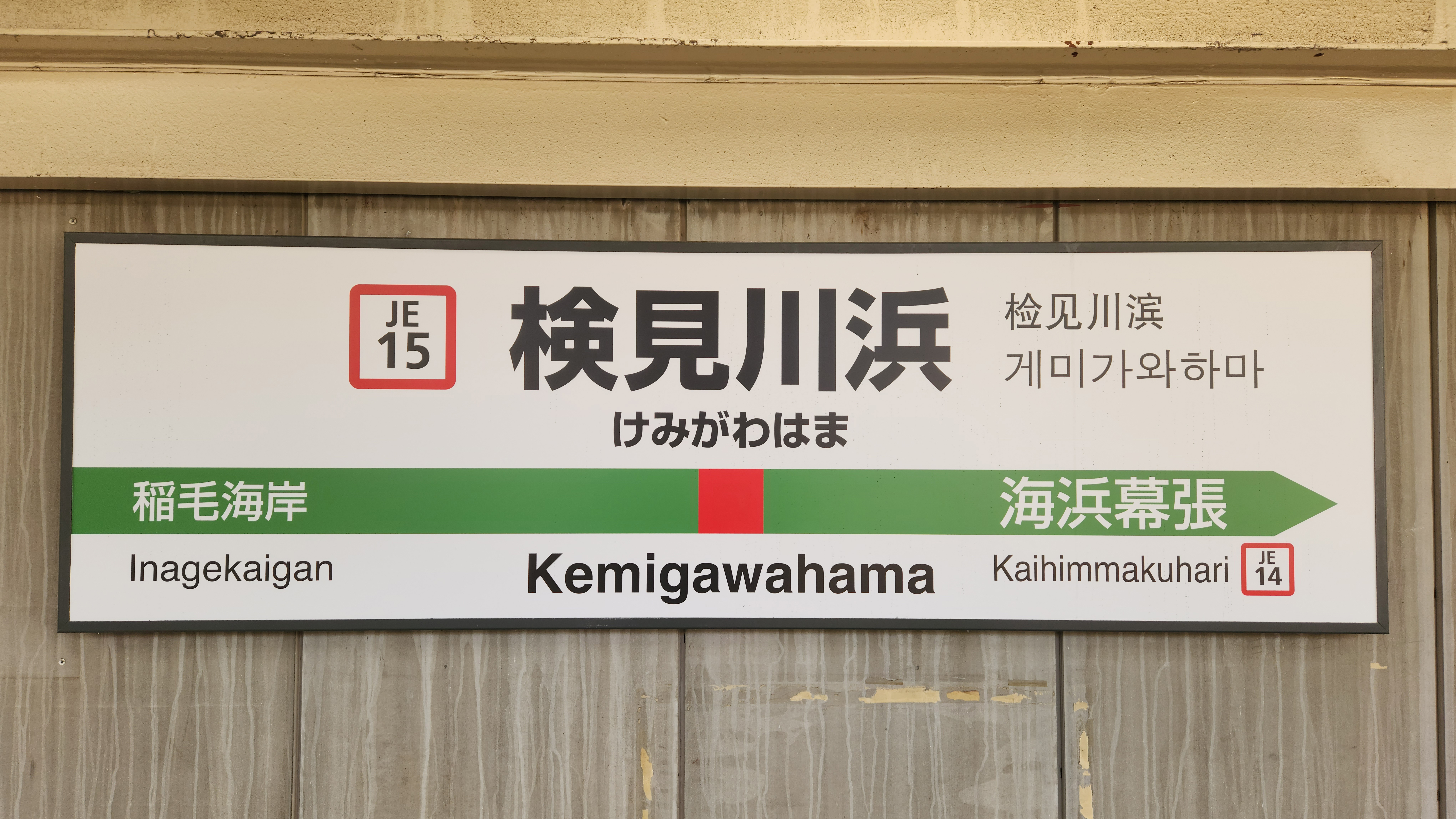
駅名標（2023年12月）

## 利用状況
2023年（令和5年）度の1日平均乗車人員は14,469人である。
開業以後の1日平均乗車人員の推移は下記の通り。
| 年度               | 1日平均 乗車人員 | 出典     |
| ------------------ | ---------------- | -------- |
| 1985年（昭和60年） | 7,061            | [ * 1 ]  |
| 1986年（昭和61年） | 6,851            | [ * 2 ]  |
| 1987年（昭和62年） | 7,593            | [ * 3 ]  |
| 1988年（昭和63年） | 9,391            | [ * 4 ]  |
| 1989年（平成元年） | 10,650           | [ * 5 ]  |
| 1990年（平成02年） | 13,974           | [ * 6 ]  |
| 1991年（平成03年） | 15,309           | [ * 7 ]  |
| 1992年（平成04年） | 16,500           | [ * 8 ]  |
| 1993年（平成05年） | 17,272           | [ * 9 ]  |
| 1994年（平成06年） | 17,601           | [ * 10 ] |
| 1995年（平成07年） | 17,673           | [ * 11 ] |
| 1996年（平成08年） | 17,813           | [ * 12 ] |
| 1997年（平成09年） | 17,390           | [ * 13 ] |
| 1998年（平成10年） | 17,028           | [ * 14 ] |
| 1999年（平成11年） | 17,058           | [ * 15 ] |
| 2000年（平成12年） | 17,117           | [ * 16 ] |
| 2001年（平成13年） | 17,148           | [ * 17 ] |
| 2002年（平成14年） | 17,072           | [ * 18 ] |
| 2003年（平成15年） | 16,952           | [ * 19 ] |
| 2004年（平成16年） | 16,709           | [ * 20 ] |
| 2005年（平成17年） | 16,482           | [ * 21 ] |
| 2006年（平成18年） | 16,458           | [ * 22 ] |
| 2007年（平成19年） | 16,407           | [ * 23 ] |
| 2008年（平成20年） | 16,183           | [ * 24 ] |
| 2009年（平成21年） | 15,805           | [ * 25 ] |
| 2010年（平成22年） | 15,448           | [ * 26 ] |
| 2011年（平成23年） | 15,220           | [ * 27 ] |
| 2012年（平成24年） | 15,136           | [ * 28 ] |
| 2013年（平成25年） | 15,365           | [ * 29 ] |
| 2014年（平成26年） | 15,162           | [ * 30 ] |
| 2015年（平成27年） | 15,541           | [ * 31 ] |
| 2016年（平成28年） | 15,445           | [ * 32 ] |
| 2017年（平成29年） | 15,558           | [ * 33 ] |
| 2018年（平成30年） | 15,684           | [ * 34 ] |
| 2019年（令和元年） | 15,635           | [ * 35 ] |
| 2020年（令和02年） | 12,187           |          |
| 2021年（令和03年） | 13,011           |          |
| 2022年（令和04年） | 13,870           |          |
| 2023年（令和05年） | 14,469           |          |

備考
1. ↑  1986年3月3日開業。開業日から同年3月31日までの計29日間を集計したデータ。

## 駅周辺

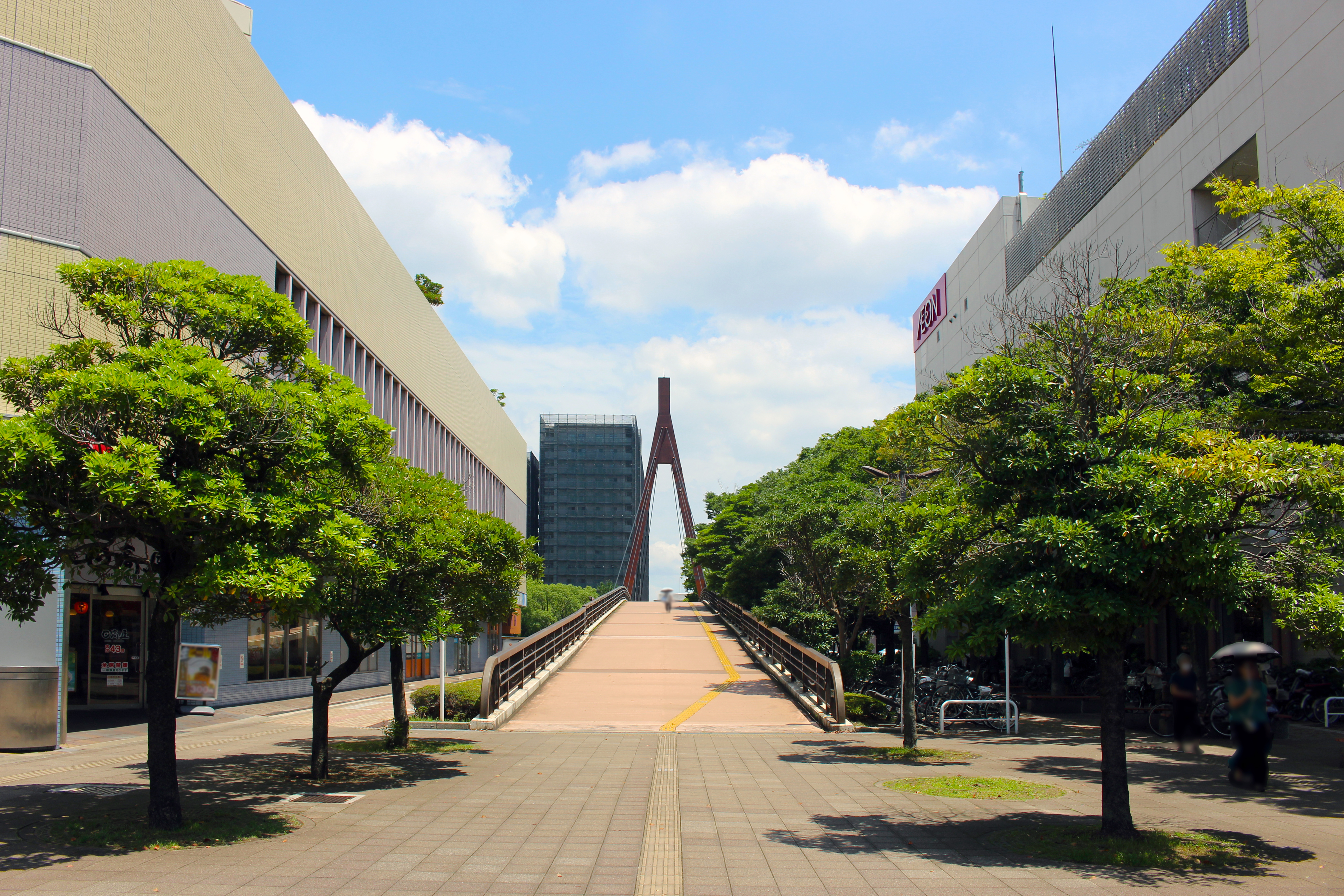
駅北側プロムナード

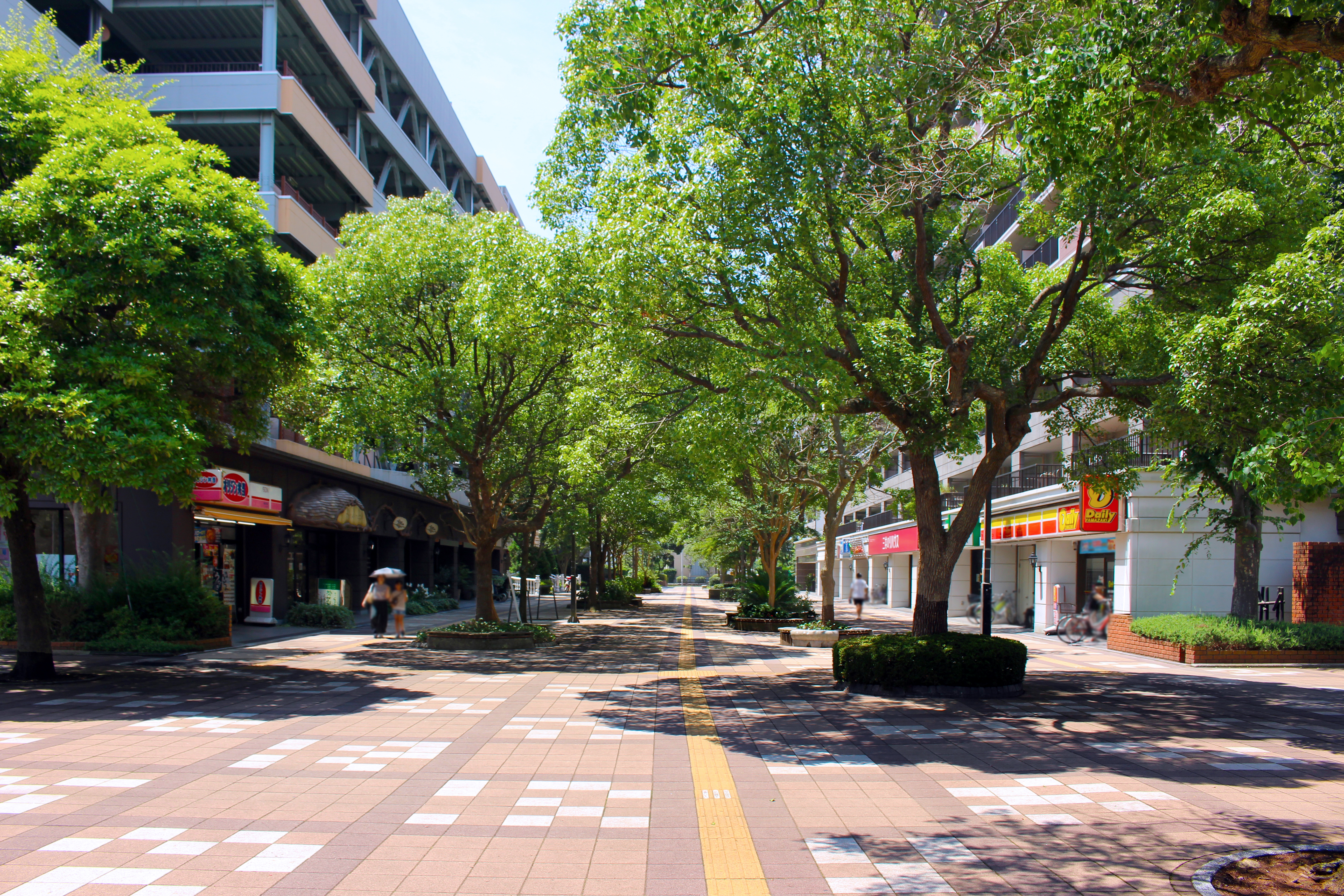
駅南側プロムナード

- イオンスタイル検見川浜[注釈 1]
  - 千葉興業銀行真砂支店

- シーサイド真砂

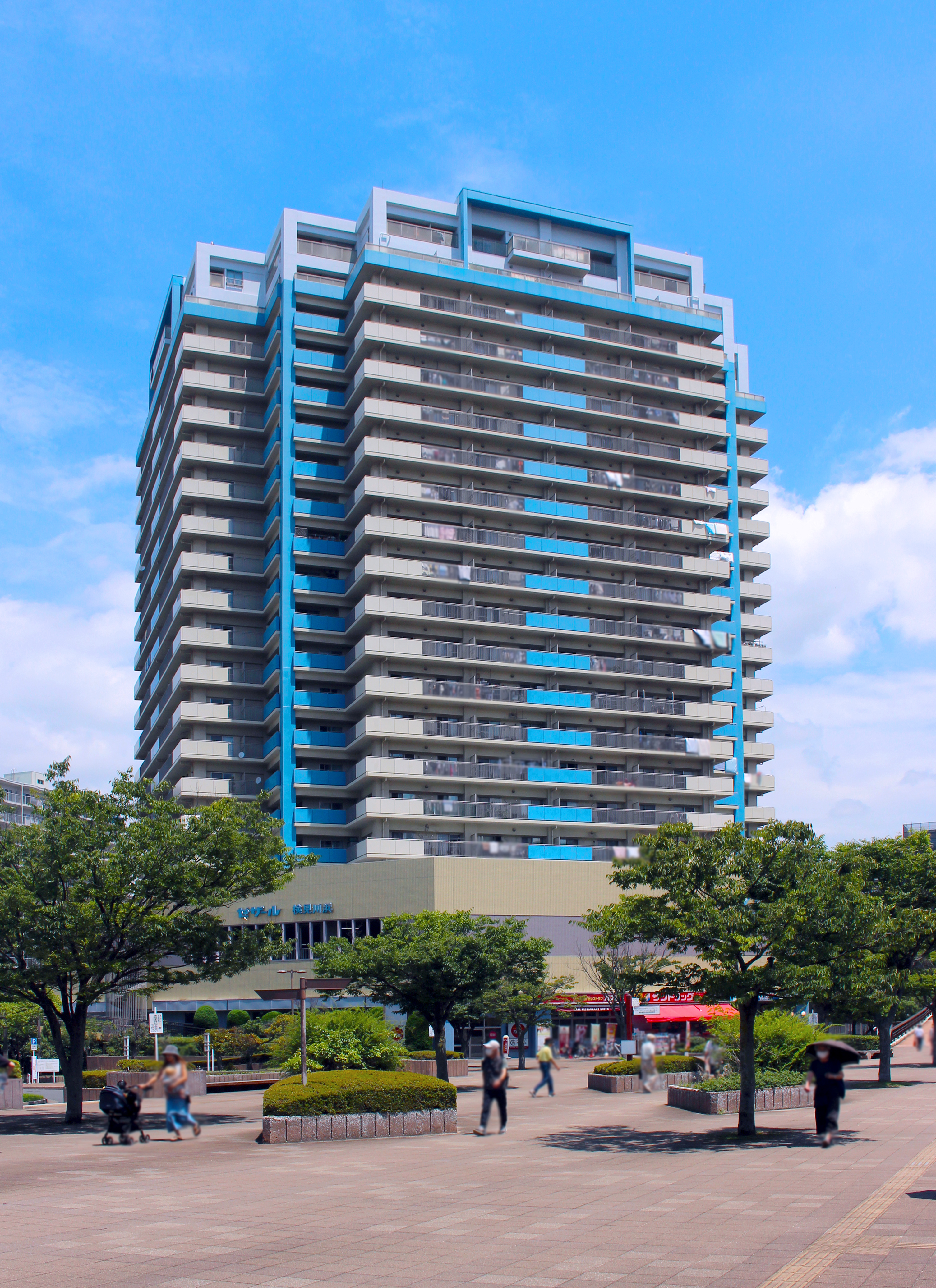
セザール検見川浜
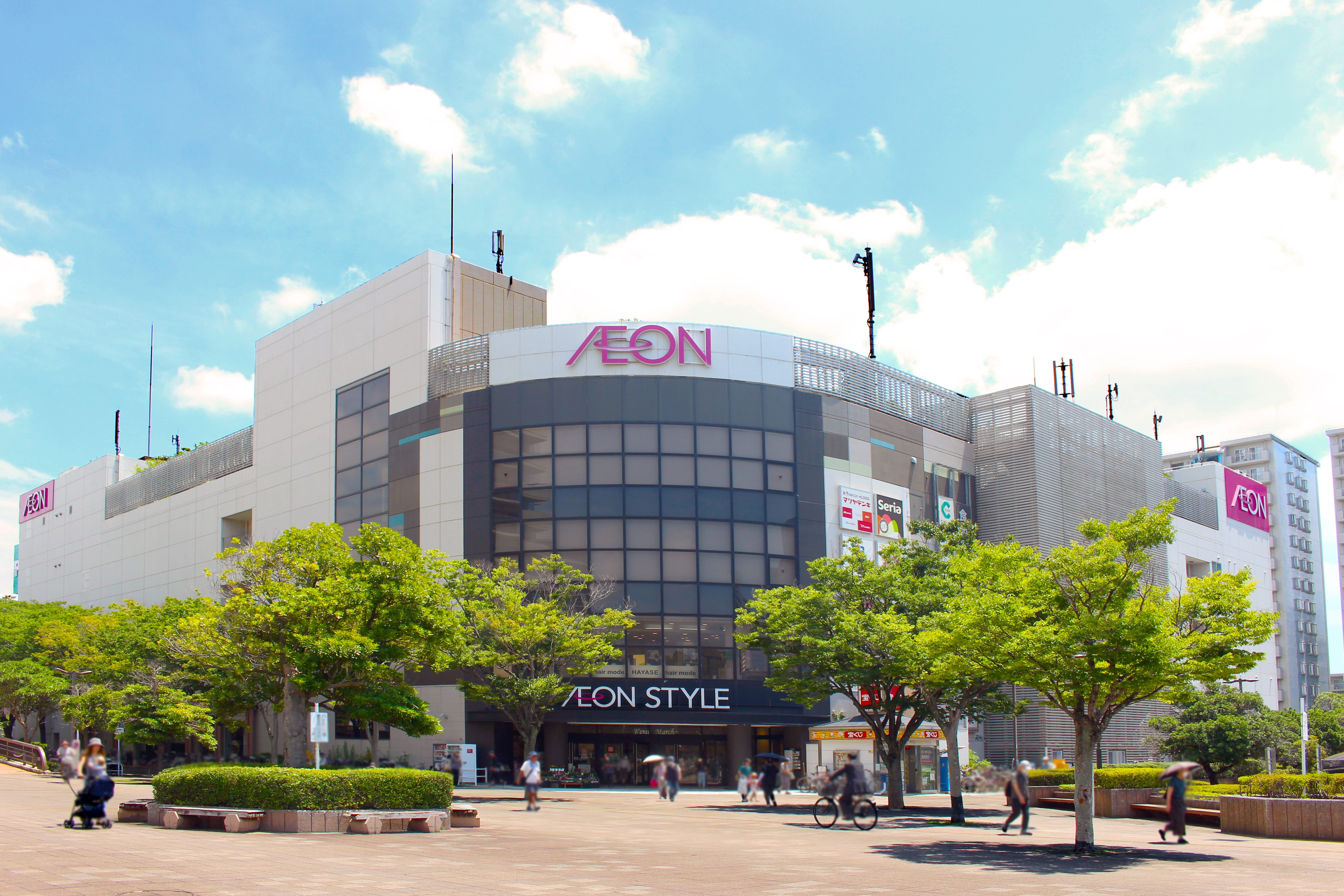
イオンスタイル検見川浜
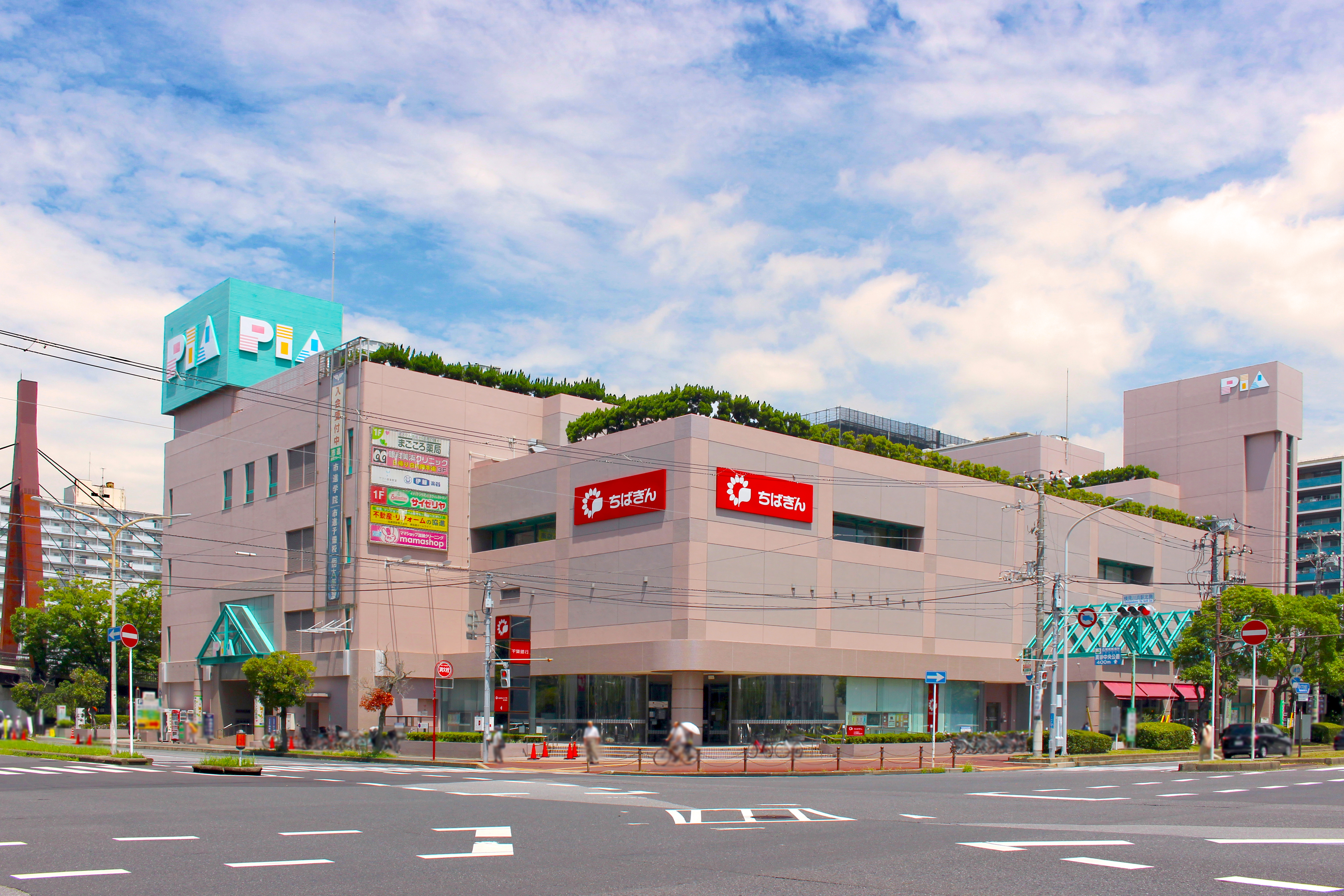
ショッピングセンターPIA
  - ガスト検見川浜駅前店
- 検見川浜駅前交番
- 千葉県立検見川高等学校
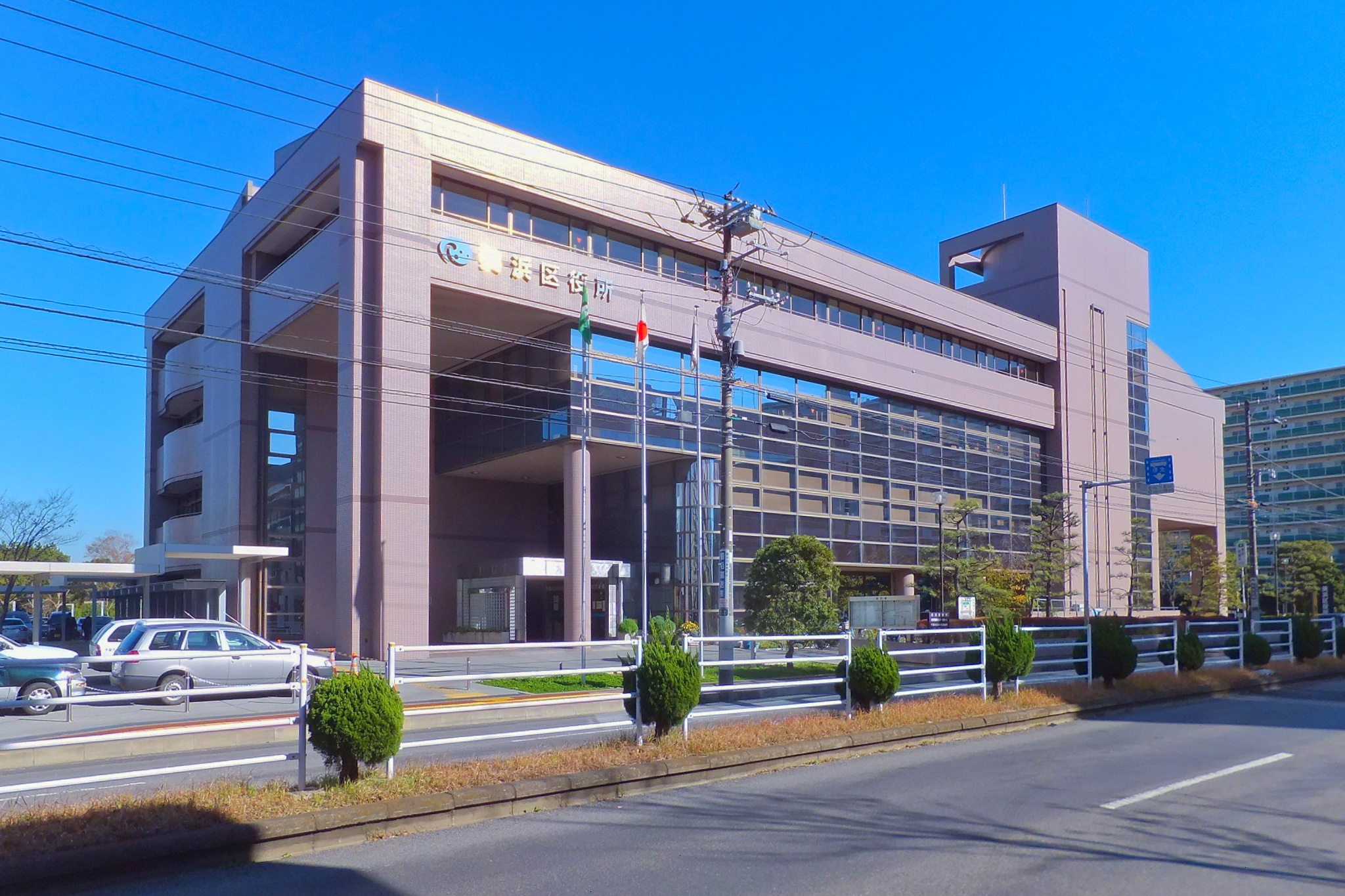
千葉市美浜区役所
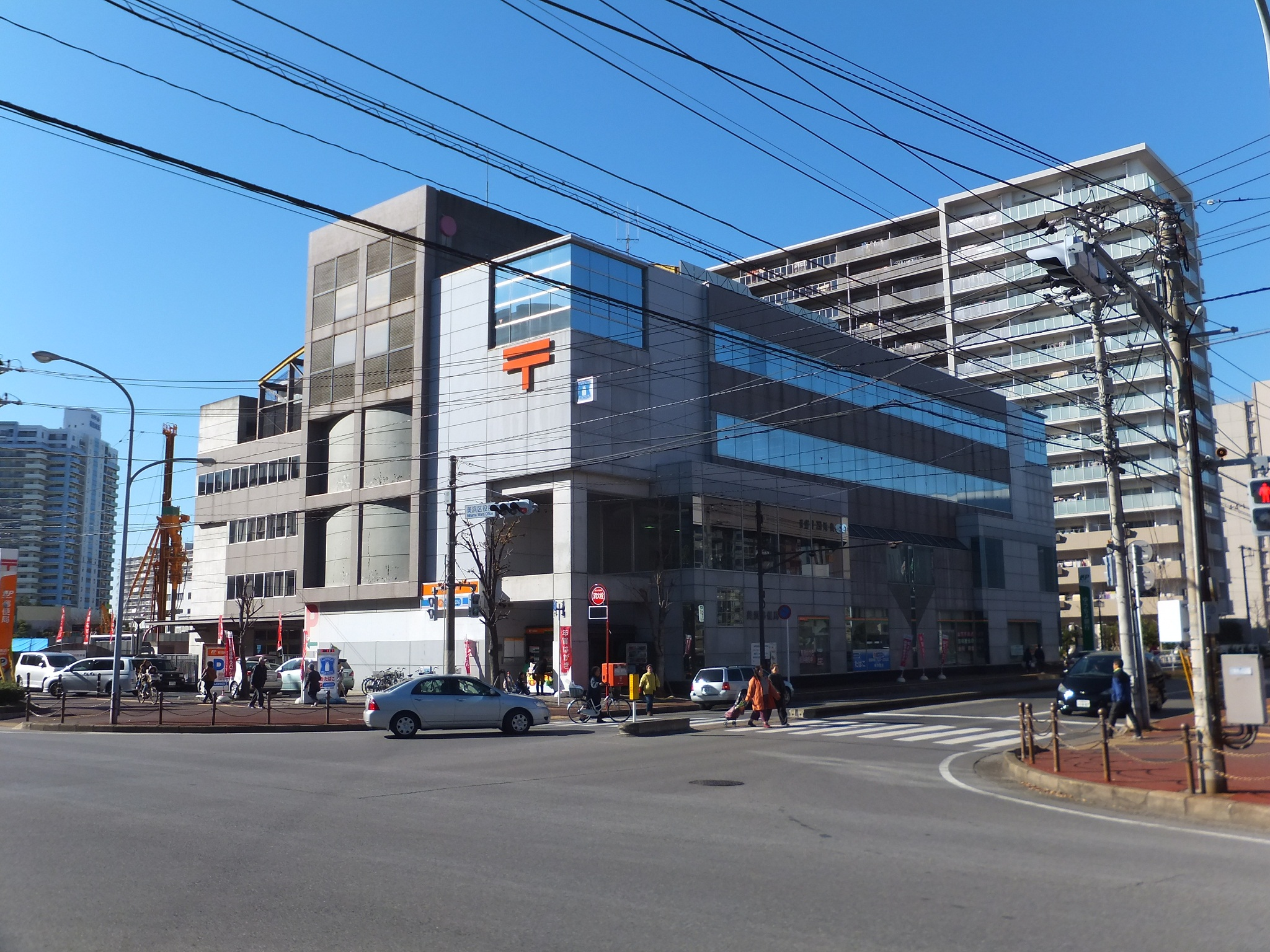
美浜郵便局
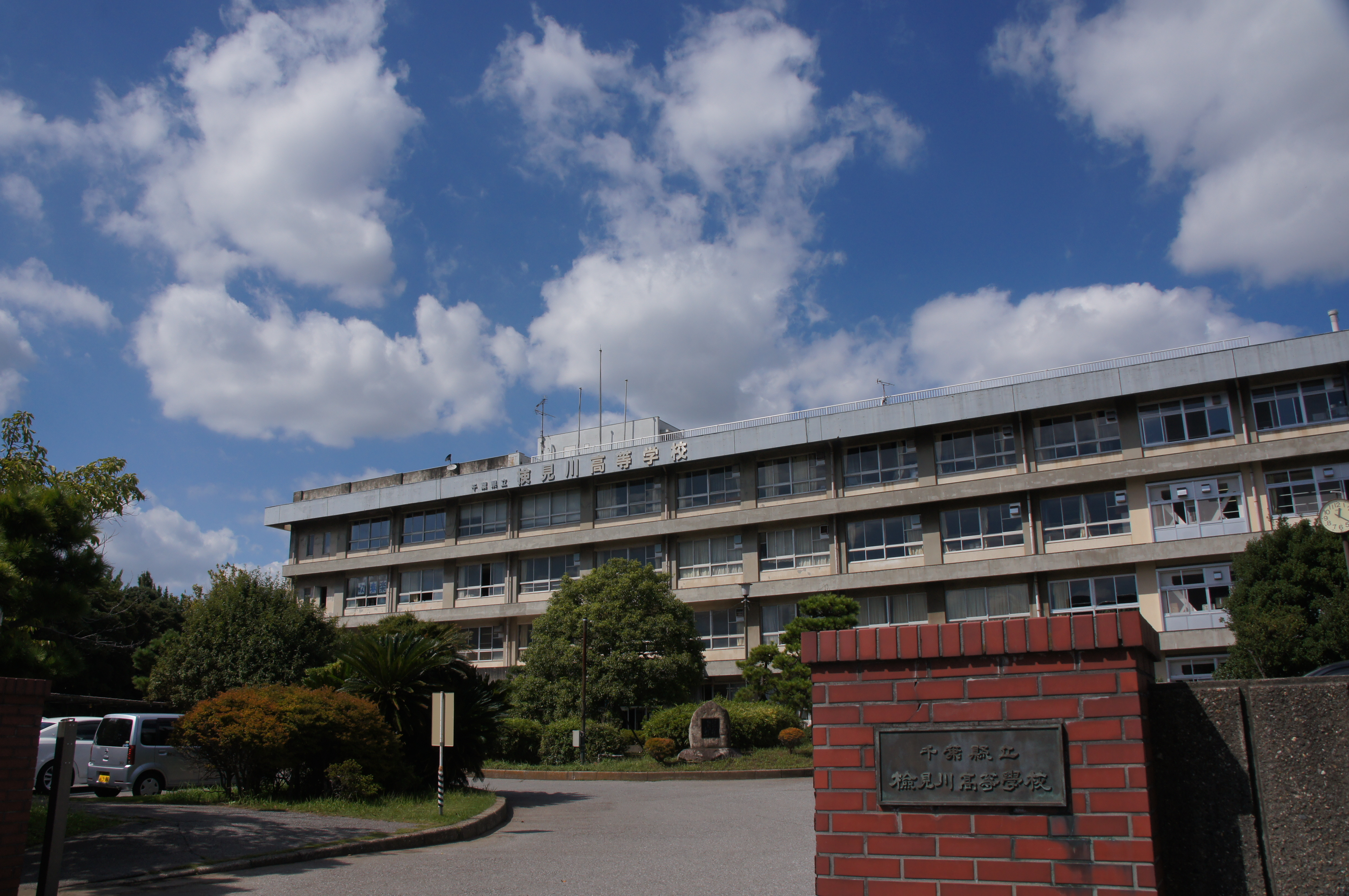
千葉県立検見川高等学校

- 真砂コミュニティセンター
- 千葉市立磯辺中学校
- 千葉市立真砂中学校

＊千葉市立真砂西小学校
- 美浜消防署
- 美浜郵便局
  - 日本郵便美浜支店
  - ゆうちょ銀行美浜店
- 千葉真砂二郵便局
- 千葉磯辺郵便局
- 千葉磯辺西郵便局
- ペリエ検見川浜
- Big-A検見川浜駅前店
- ショッピングセンターPIA
  - 千葉銀行真砂支店
- 千葉市立海浜病院
- 東京歯科大学千葉キャンパス
- 稲毛海浜公園（検見川の浜）

*栄光ゼミナールビザビ検見川浜
- セザール検見川浜
- イオンスタイル検見川浜
- ショッピングセンターPIA
- 千葉市美浜区役所
- 美浜郵便局
- 千葉県立検見川高等学校

## バス路線

### 路線バス
バス乗り場は北口にあり、京成バス・京成バス千葉セントラルによって運行されている。なお、5番のりばは駅ロータリーではなく高速バス乗り場と同じ位置にある。
| のりば | 運行事業者             | （系統・）行先                             |
| ------ | ---------------------- | ------------------------------------------ |
| 1      | 京成バス千葉セントラル | 新検見川駅                                 |
| 2      | 京成バス千葉セントラル | 新検見川駅 / 千葉駅                        |
| 3      | 京成バス               | 検31：さつきが丘団地 / 草野車庫            |
| 3      | 京成バス千葉セントラル | 新検見川駅                                 |
| 4      | 京成バス               | 検31：海浜病院                             |
| 4      | 京成バス千葉セントラル | 海浜病院 / 磯辺高校 / 稲毛ヨットハーバー   |
| 5      | 京成バス千葉セントラル | 稲毛駅 / 海浜幕張駅 / ZOZOマリンスタジアム |

### 高速バス
高速バスは駅北側のふれあい橋下にある高速バス乗り場を発着する。バス停留所名は「検見川浜駅」である。
| 運行事業者                                                      | 行先                                             | 備考 |
| --------------------------------------------------------------- | ------------------------------------------------ | ---- |
| - 京成バス - 京成バス千葉イースト - 東京空港交通 - 京浜急行バス | 羽田空港                                         |      |
| - 京成バス - 京成バス千葉イースト                               | 成田空港                                         |      |
| - 平和交通 - あすか交通                                         | マイタウンライナー：東京駅・銀座駅・東雲イオン前 |      |

## 隣の駅
東日本旅客鉄道（JR東日本）
 京葉線
■快速・■各駅停車
海浜幕張駅 (JE 14) - 検見川浜駅 (JE 15) - 稲毛海岸駅 (JE 16)